# Maartje Offers
Maartje Offers (Koudekerk aan den Rijn, 27 febbraio 1891 – Tholen, 28 gennaio 1944) è stata un contralto olandese classico.
Fu associata all'Opera Nazionale dal 1920 al 1923. È stata la prima cantante olandese ad esibirsi alla Scala di Milano. È stata anche la prima cantante olandese ad effettuare registrazioni grammofoniche.

## Biografia
Durante la seconda guerra mondiale rifiutò di diventare un membro della Nederlandsche Kultuurkamer. Questo segnò la fine della sua carriera di cantante. Tuttavia, a volte si esibiva in un ristretto cerchio di conoscenti. Viveva in un appartamento al piano superiore nella Stadhouderslaan a L'Aia. Quella casa fu requisita dai tedeschi nel maggio del 1943.
Partì allora per Eerbeek, dove si stabilì in una piccola fattoria trasformata in una residenza per vacanze, che le era stata messa a disposizione. Rimase lì la maggior parte del tempo. Soffriva di diabete mellito, ma, causa delle condizioni di guerra, l'insulina non era più disponibile contro e non poteva più curarsi né attenersi alla sua dieta rigida. Alla fine del 1943 si ammalò gravemente e andò da sua sorella a Tholen.
Lì morì all'inizio del 1944 all'età di 52 anni a causa del diabete a causa dell'infiammazione del pancreas.

## Incisioni
- Het Puik van zoete kelen (The Cream of Glorious Voices) Philips Dutch Masters 464 385-2 Songs include "Where Corals Lie" from Elgar's Sea Pictures.
- Lebendige Vergangenheit Preiser Records 2916777
- Maartje Offers, contralto cd1: The Opera Recordings 1923-1927 - DDR 0703
- Maartje Offers, contralto cd2: The Lied & Song recordings, 1926-1930 - DDR 0704